# 布恩鎮區 (阿肯色州尤寧縣)
布恩鎮區（英語：Boone Township）是位於美國阿肯色州尤寧縣的一個行政鎮區。

## 地方資料
布恩鎮區的面積為102.52平方千米，當中陸地面積為102.47平方千米，而水域面積為0.05平方千米。根據2010年美國人口普查的數據，當地共有人口381人，而人口密度為每平方千米3.72人。